# Sant Miquel de Centenys
Sant Miquel de Centenys és una església d'Esponellà (Pla de l'Estany) protegida com a Bé Cultural d'Interès Local.

## Descripció
Edifici religiós format per una sola nau coberta amb volta de canó corregut i absis pla sense sobresortir de la nau. És de planta rectangular. A l'interior hi ha un banc perimetral que ressegueix els laterals de la nau. La coberta a dues aigües, que durant anys havia estat enrunada, és suportada per dos murs diafragmàtics a més dels murs de perímetre. El campanar és d'espadanya, les cantonades estan formades per carreus escairats i en els panys els carreus són més menuts i arrodonits. Tota la façana nord i l'est havien estat cobertes de vegetació abans de ser restaurada.

## Restauració
Voluntaris del Grup de Recuperació del Patrimoni del Pla de l'Estany, un col·lectiu impulsat pel Centre d'Estudis Comarcals de Banyoles i el Centre Excursionista de Banyoles, van iniciar els treballs de restauració el març de 2019. El Bisbat de Girona i l'Ajuntament d'Esponellà varen sufragar el cost del material. L'any 2000 s'hi va instal·lar una teulada nova.
En anys posteriors es va refer la taula de l'altar, es reconstruí els bancs perimetrals i s'obriren dues finestres laterals. També es va repicar els murs interiors i s'ordenà els voltants de l'ermita amb arbres i bancs. S'instal·là una imatge de l'arcàngel sant Miquel per presidir el temple obra dels tallers El Arte Cristiano d'Olot.
El 28 de maig de 2022 es feu la inauguració de l'ermita restaurada.